# Adab (kultura)
Adab − termin określający w islamie klasycznym ogólną kulturę humanistyczną wykształconych muzułmanów, obejmującą zarówno normy moralne, jak i wiedzę literacką, językową, prawną i teologiczną. Przekazywano ją i kształtowano poprzez literaturę adabową. Literatura adabowa łączyła w sobie cele dydaktyczne z łatwym, rozrywkowym stylem (anegdoty, przysłowia, aforyzmy). Jej najwybitniejszymi przedstawicielami byli żyjący w VIII-XI wieku adibowie (czyli "ci, którzy posiadają adab"): Ibn al-Mukaffa, Al-Dżahiz, Ibn Kutajba i Abu Hajjan at-Tauhidi. W języku współczesnym termin adab oznacza  literaturę piękną.